# ماسریلفوندز
ماسریلفوندز (بلژیکی: Masereelfonds)، نامگذاری شده به نام فرانتس ماسریل، یک سازمان فرهنگی غیرانتفاعی فلاندری برای ترویج و حمایت از زبان هلندی در فلاندر (شمال بلژیک) است. این سازمان از خانواده‌ای متشکل از پنج سازمان فرهنگی در فلاندر است، مانند داویدفوندز، فرمایلنفوندز، ویلمزفوندز، و رودنباخ فوندز. به‌طور سنتی با حزب کمونیست بلژیک مرتبط بود، اما امروزه یک سازمان فرهنگی مترقی است.